# Franz Vogel
Franz Vogel (Berlino, 9 dicembre 1883 – Berlino, 4 ottobre 1956) è stato un produttore cinematografico tedesco che, nella sua carriera, iniziata all'epoca del muto, produsse oltre quattrocento film.

## Filmografia

### 1912
- Mohnblumen  (1912)
- Der Mangokern (1912)
- Bad Tölz (1912)
- Der Zirkusprinz (1912)
- Hungrige Hunde, regia di Max Mack (1912)
- Wie sich der Kientopp rächt, regia di Gustav Trautschold (1912)
- Die Zigeunerin, regia di Max Mack (1912)
- Ehrlos, regia di Ernst A. Becker (1912)
- Der Knoten, regia di Gustav Trautschold (1912)
- Die Tochter des Schmugglers, regia di Joseph Delmont (1912)
- Die Liebe siegt, regia di Max Mack (1912)
- Die Launen des Schicksals, regia di Max Mack (1912)
- Der stellungslose Photograph, regia di Max Mack (1912)
- Dämon Eifersucht, regia di Max Mack (1912)
- Im Übermut, regia di Max Mack (1912)
- Das Bild der Mutter, regia di Max Mack (1912)
- Nicht eine Scholle Erde, regia di Joseph Belmont (1912)
- Ein Kampf im Feuer, regia di Max Mack (1912)
- Sein Autoliebchen, regia di Gustav Trautschold (1912)
- Er ist nicht eifersüchtig (1912)
- Strandratten, regia di Max Mack (1912)
- Ein Überfall im Kaukasus , regia di Karl Heiland (1912)
- Der wilde Jäger, regia di Joseph Delmont (1912)
- Das Ende vom Liede, regia di Max Mack (1912)
- Fräulein Rechtsanwalt, regia di Ernst A. Becker (1912)

### 1914
- Spässe im Puppenland
- Mateo Falcone, der Corse
- Der Bauernschreck
- Boxkampf
- Bau einer Talsperre
- Amerika - Europa im Luftschiff
- Verhext
- Mensch, bezahle deinen Schneider
- Der Schein trügt
- Aus einer kleinen Garnison
- Bismarck, regia di Richard Schott e Gustav Trautschold (1914)
- Der Evangeliemann
- Der Lebemann auf Aktien
- Das Liedes Macht
- Im Teufelskrallen
- Ilses Verlobnung
- Die entfesselte Bestie
- Ich kenne keine Parteien mehr
- Das Vaterland ruft
- Box hat das Hundeleben satt
- Der Weinachtstraum des Landwehrmannes
- Die badende Nymphe
- Bademäuschen

### 1915
- Über alles die Pflicht (1915)
- Maria Niemand und ihre zwölf Väter, regia di Hubert Moest (1915)
- Heil Kaiser Dir (1915)
- Doch die Liebe fand einen Weg, regia di Hubert Moest (1915)
- Was man aus Liebe tut, regia di Leo Peukert (1915)
- Die Nacht von Kornatowo (1915)
- Eine Liebesgabe, regia di Rudolf Del Zopp (1915)
- Lise im Felde (1915)
- Deutsche Friedensphantasie (1915)
- Spielt nicht mit dem Feuer (1915)
- Meyer und Meier oder Die Kunststopferin, regia di Rudolf Del Zopp (1915)
- Der Bock als Gärtner (1915)
- Der Strumpf , regia di Fred Sauer (1915)
- Von sieben die Hässlichste, regia di Rudolf Del Zopp (1915)
- Der Austausch-Bräutigam (1915)
- Die Heiratsfalle, regia di Hubert Moest (1915)
- Sein besseres Ich (1915)
- Die Tat von damals , regia di William Kahn (1915)
- Zofia - Kriegs-Irrfahrten eines Kindes, regia di Hubert Moest (1915)
- Zwei Seelen (1915)
- Unter falschem Verdacht
- Sein erstes Kind , regia di Rudolf Del Zopp (1915)
- Miss Simptons Juwelen (1915)
- Leonce betet seine Frau an, ist aber trotzdem ein grosser schwerenöter (1915)
- Frau Lirrigers Mieter (1915)
- Die Photographie des Arztes  (1915)
- Die kleine Orgelspielerin (1915)
- Die Hand des Schicksals (1915)
- Die Austernperle, regia di Rudolf Del Zopp (1915)
- Der junge Millionär (1915)
- Der Gefangene des Sheriffs (1915)
- Das letzte Opfer (1915)
- Bunny auf See  (1915)
- Bloomers Herausforderung (1915)
- Der schöne Brummel (1915)
- Der Krieg brachte Frieden (1915)
- Der Gipfel der Vornehmheit  (1915)
- Wie Lehmann sich kuriert (1915)
- Um einen Punkt (1915)
- Leonie
- Fips schwärmt für Ballett  (1915)
- Ein fatales Missverständnis (1915)
- Eine Geldheirat (1915)
- Die Töchter des Herrn Lapaz (1915)
- Der Simulant (1915)
- Der neue Machinenarbeiter (1915)
- Der Geburtstag des Lehrlings  (1915)
- Der Anteil des Teilhabers (1915)
- Das Erbe der Cowboys (1915)
- Befreien Sie mich von Fanny (1915)
- Zofenstreiche, regia di Hubert Moest (1915)
- Was aus ihm hätte werden können (1915)
- Verschwörung und Rache (1915)
- Spätes Erkennen (1915)
- Senator Jensen und seine Tochter (1915)
- Paul wird wieder ein ehrlicher Mensch (1915)
- Nun Bewacht Den Professor (1915)
- Nellys Baby (1915)
- Eine kleine Familienangelegenheit (1915)
- Die Wege der Gerechtigkeit (1915)
- Die Viehdiebe (1915)
- Die Söhne des Grafen Steinfels, regia di Rudolf Del Zopp (1915)
- Der Götze Gold (1915)
- Das junge Ehepaar (1915)
- Schwiegervaters Abenteuer in Berlin (1915)
- Eine Jagd über den Kontinent (1915)
- Auf Umwegen zum Glück, regia di Rudolf Del Zopp (1915)
- Überlistet, regia di Rudolf Del Zopp (1915)
- Kaspar Hauser, regia di Kurt Matull (1915)
- Hut Nr. E.W. 2106 V, regia di Rudolf Del Zopp (1915)
- Evas Seelengröße, regia di Rudolf Del Zopp (1915)
- Er soll dein Herr sein oder - In der eigenen Schlinge gefangen, regia di Rudolf Del Zopp (1915)
- Ein Wiedersehen in Feindesland, Kriegsepisode aus den heutigen Tagen, regia di Fritz Freisler (1915)
- Die Enterbten , regia di Joseph Delmont (1915)
- Als die Sabbatlichter erloschen, regia di Kurt Matull (1915)

### 1916
- Jedermann

- Suzannens Tugend , regia di Hubert Moest (1916)

- Die Himbeerspeise
- Der höchste Wurf
- Das Wunder der Nacht
- Das Bild der Ahnfrau , regia di Hubert Moest (1916)
- ...es hat nicht sollen sein, regia di Rudolf Del Zopp (1916)

### 1917
- Ostpreussen und sein Hindenburg, regia di Richard Schott, Gustav Trautschold (1917)
- Flaps im Theater  (1917)
- Die Verworfenen
- Die Tante aus Amerika
- Der Haupttreffer
- Das Schicksal rächt sich (1917)
- Auf Abwegen (1917)
- Zarte Geheimnisse
- Seine drei Frauen

- Die fremde Frau, regia di Hubert Moest (1917)

### 1918
- Pimpelmeyer als Flieger

- ...der Übel größtes aber ist die Schuld

### 1919
- Vorsicht - scheintot (1919)
- Evelynens Ende (1919)
- Die Hexe von Norderoog, regia di Hubert Moest (1919)
- Losgegangen (1919)
- Fräuleins Vorsehung (1919)
- Die verräterische Banknote (1919)
- Der Mohr hat seine Schuldigkeit getan (1919)
- Kehre zurück, alles verziehen (1919)
- Die Galoschen des Glücks, regia di Manfred Noa (1919)

- Die Erbin, regia di Hubert Moest (1919)

- Das große Wagnis, regia di Hubert Moest (1919)

### 1920
- Haß, regia di Manfred Noa (1920)
- Der Kampf der Geschlechter, regia di Joseph Delmont (1920)
- Schneider Wibbel, regia di Manfred Noa (1920)
- Berlin W., regia di Manfred Noa (1920)
- Maita, regia di Hubert Moest (1920)

### 1921
- Das Glück am Wege (1921)
- Opfer der Keuschheit
- Schieber
- Söhne der Nacht, 1. Teil: Die Verbrecher-GmbH
- Der schwere Junge
- Söhne der Nacht, 2. Teil - Die Macht der Liebe, regia di Manfred Noa (1921)
- Klub der Einäugigen, regia di Hubert Moest (1921)

### 1922
- Die Schreckensnächte aus Schloss Rochester

- Die japanische Maske - 1. Teil: Das Banditennest auf dem Adlerstein

### 1925
- Die eiserne Braut

### 1926
- Die Wiskottens

### 1927
- Der Katzensteg, regia di Gerhard Lamprecht - produttore esecutivo (1927)

### 1937
- Unter Ausschluß der Öffentlichkeit
- Bandiera gialla (Die gelbe Flagge), regia di Gerhard Lamprecht (1937)
- Der Katzensteg, regia di Fritz Peter Buch (1937)

### 1938
- Revolutionshochzeit, regia di Hans H. Zerlett (1938)
- Il passato che torna
- Il giuocatore (Der Spieler), regia di Gerhard Lamprecht (1938)
- Le Joueur
- Sergente Berry (Sergeant Berry), regia di Herbert Selpin (1938)

### 1939
- Domani sarò arrestato (Morgen werde ich verhaftet), regia di Karl-Heinz Stroux (1939)
- Das große Los, regia di Alfred Stöger (1939)

### 1940
- Ein Mann auf Abwegen, regia di Herbert Selpin (1940)

### 1954
- Wirtschaftliches Fertigen durch Stetigförderer, regia di Gero Priemel (\954)
- Johann, der Transportsünder, regia di Gero Priemel (\954)
- Bodenfreie Hubförderer - Diener des Fortschritts, regia di Gero Priemel (1954)